# 友井タクシー

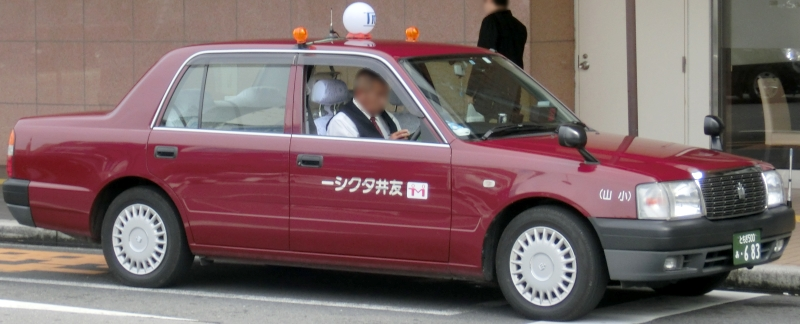
友井タクシーの車両
車体の色にマルーンを採用したのは、2代目社長がお召し列車と同じ色で縁起がいいと気に入っていたからである。

友井タクシー有限会社（ともいタクシー）は、栃木県小山市に本社を置くタクシー事業者である。タクシー事業のほか、貸切バスの運行やコミュニティバスの運行受託も行っているが、社団法人日本バス協会の会員にはなっていない。
「LOVE&ECOLOGY」をモットーに、8社からなる友井タクシーグループを構成している。グループ代表を務める塚田錦治は医師であり、2020年（令和2年）現在、小山地区医師会の会長も務める。

## 歴史
1928年（昭和3年）に友井友一（3代目代表の祖父）が下都賀郡小山町（現・小山市）で興した自動車修理業が起源である。友井は広島県熊野町の熊野筆問屋の家に生まれたが、16歳でアメリカに渡りエンジニアとしての経験を積み、40歳にして日本に帰国、自動車修理業を始めた。第二次世界大戦後、留学で身に付けた英語を生かして進駐軍や裕福な外国人から修理を受注し、会社の基礎を成した。その後タクシー事業を始め、1957年（昭和32年）時点で3台を保有していた。
2代目社長塚田録（3代目代表の父）は事業多角化に乗り出し、札幌ラーメンのチェーン店や自動車教習所を始めた。本業のタクシー事業は高度経済成長の波に乗って成長し、「車に乗りたい」と就職希望者が殺到した。また小山市からの依頼を受けて栃木県では初となる福祉タクシー事業に進出した。
3代目となる現代表の塚田錦治は当初、家業を継ぐつもりはなく医師を志し、実際に開業医となった。しかし、会社を継承する予定だった弟が早世したため経営に参画し、社業は高等学校時代の友人に任せ、自身は副社長に就任した。経営に関わり始めた頃、自動車学校で労働争議が頻発し、塚田は学校閉鎖を検討したものの、医師としてインフォームド・コンセントの考え方を応用して従業員との対話を続け、切り抜けた。なお先代が始めたラーメン店は茨城県結城市や協和町（現・筑西市）まで展開したが、撤退した。

## 特色
タクシー事業は主に個人からの電話予約で成り立っており、予約が多いため駅前での客待ちに車を回せないほどである。また法人契約も重視している。
企業理念である「LOVE&ECOLOGY」は、自動車関連産業であることから常に「エコロジー」を意識し、「愛」を持って事業に取り組むことで従業員の幸せと地域の発展につなげるという意味が込められている。2019年（令和元年）6月には、バス・タクシーの乗務員全員に対して睡眠時無呼吸症候群の検診を栃木県タクシー協会加盟社では初めて実施した。
会社ロゴは太刀川英輔がデザインしたものを使用している。「LOVE&ECOLOGY」を形にしたもので、「ともになる、ひとつになる」という精神を表している。

## 運行バス路線
福祉タクシー・福祉バスの運行を手掛けていたことから、路線バスの運行においても最初から車椅子対応車両を採用した。
小山市コミュニティバス「おーバス」
- 間々田線
- 羽川線
- 新市民病院線

## 友井タクシーグループ
友井タクシーグループは8社から成り、事業内容はタクシー、バス、観光、介護、医療、自動車学校、不動産業と幅広い。このうち千代田タクシーのみ栃木市に所在し、ほかは小山市である。
- 友井タクシー有限会社[12]
  - 一般乗用旅客自動車運送事業（タクシー事業）
  - 一般貸切旅客自動車運送事業（貸切バス）
  - 一般乗合旅客自動車運送事業（路線バス）
  - 指定居宅訪問介護事業（友井タクシー介護ステーションふれあい）
- 関東タクシー株式会社[12]
- 千代田タクシー有限会社[12]
- 株式会社小山中央自動車学校[12]
- 医療法人聖真友愛会友井内科クリニック[12][13]
- 医療法人聖真友愛会友井皮フ科クリニック[12]
- 株式会社K&A COMPANY[12]
  - 不動産賃貸業
- 友井観光[12]
  - 国内旅行業